# فرانك براينت
فرانك براينت (7 نوفمبر 1909 في أستراليا - 11 مارس 1984) (بالإنجليزية: Frank Bryant)‏ هو لاعب كريكت أسترالي. لعب مع فريق غرب أستراليا للكريكت ‏.

## وصلات خارجية
- فرانك براينت على موقع إي آس بي آن كريك إنفو (الإنجليزية)